# Heliophila dregeana
Heliophila dregeana är en korsblommig växtart som beskrevs av Otto Wilhelm Sonder. Heliophila dregeana ingår i släktet solvänner, och familjen korsblommiga växter. Inga underarter finns listade i Catalogue of Life.